# Keyshia Cole
Keyshia Cole (Oakland, Californië, 15 oktober 1981) is een Amerikaanse zangeres.

## Biografie
Keyshia Cole werd geboren als dochter van een aan drugs verslaafde moeder. Toen ze twee was, werd ze geadopteerd door Yvonne Cole. Op haar twaalfde stond ze met MC Hammer voor het eerst in een studio. In 2004 trok ze de aandacht van A&M Records, wat een jaar later leidde tot haar debuutalbum, The Way It Is, dat platina behaalde. Dat gebeurde ook met de opvolger daarvan, Just like You (2007). Haar derde album was A Different Me (2008). Als belangrijkste invloeden noemde Cole bij gelegenheid Mary J. Blige en Brandy. Ze heeft sinds 2006 een eigen realitysoap, Keyshia Cole: The Way It Is, die wordt uitgezonden door BET.
Cole verscheen in 2007 - als zichzelf - in de film How She Move, als presentatrice van een danswedstrijd.
Cole is op 21 mei 2011 getrouwd met basketballer Daniel Gibson.

## Discografie

#### Albums
- 2005: The Way It Is
- 2007: Just like You
- 2008: A Different Me
- 2010: Calling All Hearts
- 2012: Woman to Woman
- 2014: Point of No Return
- 2017: 11:11 Reset

#### Singles
- 2004: Never (met Eve)
- 2005: I Changed My Mind (met Kanye West)
- 2005: (I Just Want It) to Be Over
- 2005: I Should Have Cheated
- 2006: Love
- 2007: Last Night (met Diddy)
- 2007: Let It Go (met Lil' Kim en Missy Elliott)
- 2007: Shoulda Let You Go (met Amina)
- 2007: I Remember
- 2008: Heaven Sent
- 2008: Fallin' Out
- 2011: Take Me Away

| Single met eventuele hitnotering(en) in de Nederlandse Top 40 | Datum van verschijnen | Datum van binnenkomst | Hoogste positie | Aantal weken | Opmerkingen   |
| ------------------------------------------------------------- | --------------------- | --------------------- | --------------- | ------------ | ------------- |
| Give It Up To Me                                              | 2005                  | 16-09-2006            | Tip 4           | -            | met Sean Paul |
| Last Night                                                    | 2007                  | 28-04-2007            | 31              | 3            | met P. Diddy  |